# Agostino Pipia
Agostino Pipia (Seneghe, 1º ottobre 1660 – Roma, 19 febbraio 1730) è stato un cardinale e vescovo cattolico italiano.

## Biografia
Entrò nell'Ordine dei frati predicatori, divenendo professo nell'isola di Maiorca. Qui, nell'università Luliana, fu professore di teologia.
Nel 1701 si trasferì a Roma come professore di fisica dell'università. Fu rettore del collegio di San Tommaso, la futura Pontificia università "San Tommaso d'Aquino", Angelicum,  al convento domenicano Santa Maria sopra Minerva a Roma.
Nel 1711 fu nominato segretario della Sacra Congregazione dell'Indice.
Divenne maestro generale del suo ordine nel 1721.
Il 20 dicembre 1724 papa Benedetto XIII lo nominò vescovo di Osimo e contemporaneamente lo creò cardinale. Il 29 gennaio dell'anno successivo ricevette il titolo di San Sisto.
Il suo episcopato fu caratterizzato dal ristabilimento della sede di Cingoli e dalla sua contemporanea unione aeque principaliter a Osimo, il 19 agosto 1725. Nel gennaio del 1726 si dimise dal suo incarico vescovile. Nel corso dello stesso anno trattò la stipula di un concordato tra il novello Regno di Sardegna e la Santa Sede.
Il 3 marzo 1729 optò per il titolo di Santa Maria sopra Minerva.

## Genealogia episcopale e successione apostolica
La genealogia episcopale è:
- Cardinale Scipione Rebiba
- Cardinale Giulio Antonio Santori
- Cardinale Girolamo Bernerio, O.P.
- Arcivescovo Galeazzo Sanvitale
- Cardinale Ludovico Ludovisi
- Cardinale Luigi Caetani
- Cardinale Ulderico Carpegna
- Cardinale Paluzzo Paluzzi Altieri degli Albertoni
- Papa Benedetto XIII
- Cardinale Agostino Pipia, O.P.

La successione apostolica è:
- Vescovo Ferdinando Agostino Bernabei, O.P. (1728)